# 奥雷利奥·伊拉戈里·奥尔马萨
豪尔赫·奥雷利奥·伊拉戈里·奥尔马萨（西班牙語：Jorge Aurelio Iragorri Hormaza，1937年4月28日—2020年9月7日），哥伦比亚政治人物。

## 生平
1937年生于波帕扬。毕业于考卡大学，担任土木工程师，曾任考卡中央电力公司经理。1972年，任哥伦比亚电力能源局局长。1975年至1976年，任考卡省省长。1981年至1982年，任哥伦比亚众议院议长。1990年7月至1991年7月，担任参议院议长。2005年参与成立民族团结社会党。2017年2月，任考卡大学最高理事会成员，代表哥伦比亚总统。2020年9月7日因2019冠状病毒病逝世。

## 家庭
他的儿子奥雷利奥·伊拉戈里·巴伦西亚曾任哥伦比亚内政部长。